# Краснополосый полоз
Краснополосый полоз (лат. Platyceps rhodorachis) — вид змей из семейства ужеобразных.
Общая длина достигает 1,5 м. Туловище тонкое и стройное. Голова слабо отграничена от шеи. Кончик морды заострён. Чешуя гладкая, без рёбрышек. 
Окраска верхней стороны оливково-серая с коричневым оттенком. Вдоль спины расположен рисунок из пятен или узкая полоса. Рисунок значительно отличается у разных подвидов. Верх головы одноцветный или со слабо выраженными точками. Брюхо светло-жёлтого цвета, низ головы белый.
Обитает в горной местности, предгорьях, пустынях. Хорошо лазает по вертикальным поверхностям, встречается на чердаках и в руинах зданий, в подвалах и усадьбах. Встречается на высоте до 1800—2000 метров над уровнем моря. Прячется в норах грызунов, пустотах и трещинах в почве, щелях между камнями. Летом полозы активны только в утренние и вечерние часы, ранней весной — в тёплые дневные часы. Питается ящерицами, слепозмейками, мышевидными грызунами. После зимовки выходит в конце марта — начале апреля, активность продолжается до конца октября.
Яйцекладущая змея. Спаривание происходит в мае, самки в июне откладывают 4—9 продолговатых яиц. Молодые полозы появляются в августе-сентябре.
Вид распространён в Алжире, Ливии, Египте, Чаде, Судане, Эфиопии, Эритрее, Джибути, Сомали, Аравийском полуострове, Сирии, Израиле, Иордании, Ираке, Иране, Афганистане, Средней Азии, Казахстане, Пакистане, западной и северо-западной Индии.